# Quest (bier)
Quest is een Belgisch bier van hoge gisting.
Het bier wordt gebrouwen in Brouwerij De Graal te Brakel.
Het is een blond suikervrij bier met een alcoholpercentage van 9%.